# Dayaoshania cotinifolia
Dayaoshania es una especie de plantas perteneciente a la familia Gesneriaceae y único miembro del género Dayaoshania Es originaria de China, donde se distribuye por Guangxi en Jinxiu Xian, Laoshan en las selvas de montaña a unos 1200 metros.

## Descripción
Es una planta herbácea con pecíolo de 0.8-6 cm de longitud; las hoja con el limbo ovado a casi orbiculares, de 2.5-5.5 × 2.3-4.8 cm, la base ligeramente oblicua , ampliamente cuneadas a casi cordadas, ápice agudo a redondeado en términos generales . Pedúnculada con brácteas lineal- lanceoladas , de 5.5-9 × 1.2-2.2 milímetros. El fruto es una cápsula de 2,5 cm de largo. Florece en septiembre.

## Taxonomía
Dayaoshania cotinifolia fue descrito por Wen Tsai Wang y publicado en Acta Phytotaxonomica Sinica 21(3): 320, pl. 1, f. 1–6. 1983.
Etimología
Dayaoshania: nombre genérico que alude a Dayaoshan, una montaña o área montañosa en China en Guangxi, de donde es un endemismo. 